# Rolf Hetsch
Rolf Hetsch, vollständig Rolf Reinhold Bernhard Hetsch (* 30. Juni 1903 in Berlin-Charlottenburg; † 26. Dezember 1946 im Speziallager Nr. 3, Berlin-Hohenschönhausen), war ein deutscher Jurist, Kunsthistoriker und nationalsozialistischer Kulturfunktionär im Reichsministerium für Volksaufklärung und Propaganda.

## Leben
Rolf Hetsch war ein Sohn des Militärmediziners und Bakteriologen Heinrich Hetsch und seiner Frau Ella geb. Weyland. Der Maler und spätere Präsident der Reichskammer der Bildenden Künste, Adolf Ziegler, war sein Vetter. Auffällig ist sein häufiger Schulwechsel, wohl mitbedingt durch die Laufbahn seines Vaters als Sanitätsoffizier: Er besuchte das Berliner Bismarck-Gymnasium, das Friedrich-Gymnasium Freiburg, das Kaiser-Wilhelm- und Ratsgymnasium Hannover, das Werner-Siemens-Realgymnasium und das Kaiserin-Friedrich-Gymnasium. Sein Abitur machte er 1924 in Heidelberg.
Nachdem er im 6. (Preußischen) Artillerie-Regiment der Reichswehr gedient hatte, studierte er an der Philipps-Universität Marburg Rechtswissenschaften, Nationalökonomie, Kunstwissenschaft und Geschichte. Er wurde 1925 recipiert im Corps Teutonia zu Marburg. Als Inaktiver wechselte er an die neue Johann Wolfgang Goethe-Universität Frankfurt am Main. Am 12. Januar 1929 bestand er die erste juristische Prüfung. In Marburg wurde er 1930 mit einer von Franz Leonhard betreuten Dissertation zum Dr. iur. promoviert.
Nach kurzer Referendartätigkeit im Bezirk des Oberlandesgerichts Frankfurt ließ er sich 1932 beurlauben und begann ein Studium der Kunstgeschichte. Zugleich veröffentlichte er Werke über Paula Modersohn-Becker und Ruth Schaumann. 1935 wurde er an der Universität München mit einer von Wilhelm Pinder betreuten Dissertation zu Heinrich Douvermann zum Dr. phil. promoviert. Schon während des Studiums war er Volontär am Staatlichen Kunstgewerbe-Museum in Dresden; 1935 erhielt er eine Stelle als Wissenschaftlicher Mitarbeiter an den Staatlichen Kunstsammlungen Kassel. Ab April 1937 war er Assistent des Direktors der Staatlichen Porzellansammlungen und Leiter des Münzkabinetts der Staatlichen Kunstsammlungen Dresden.

### Aktion Entartete Kunst

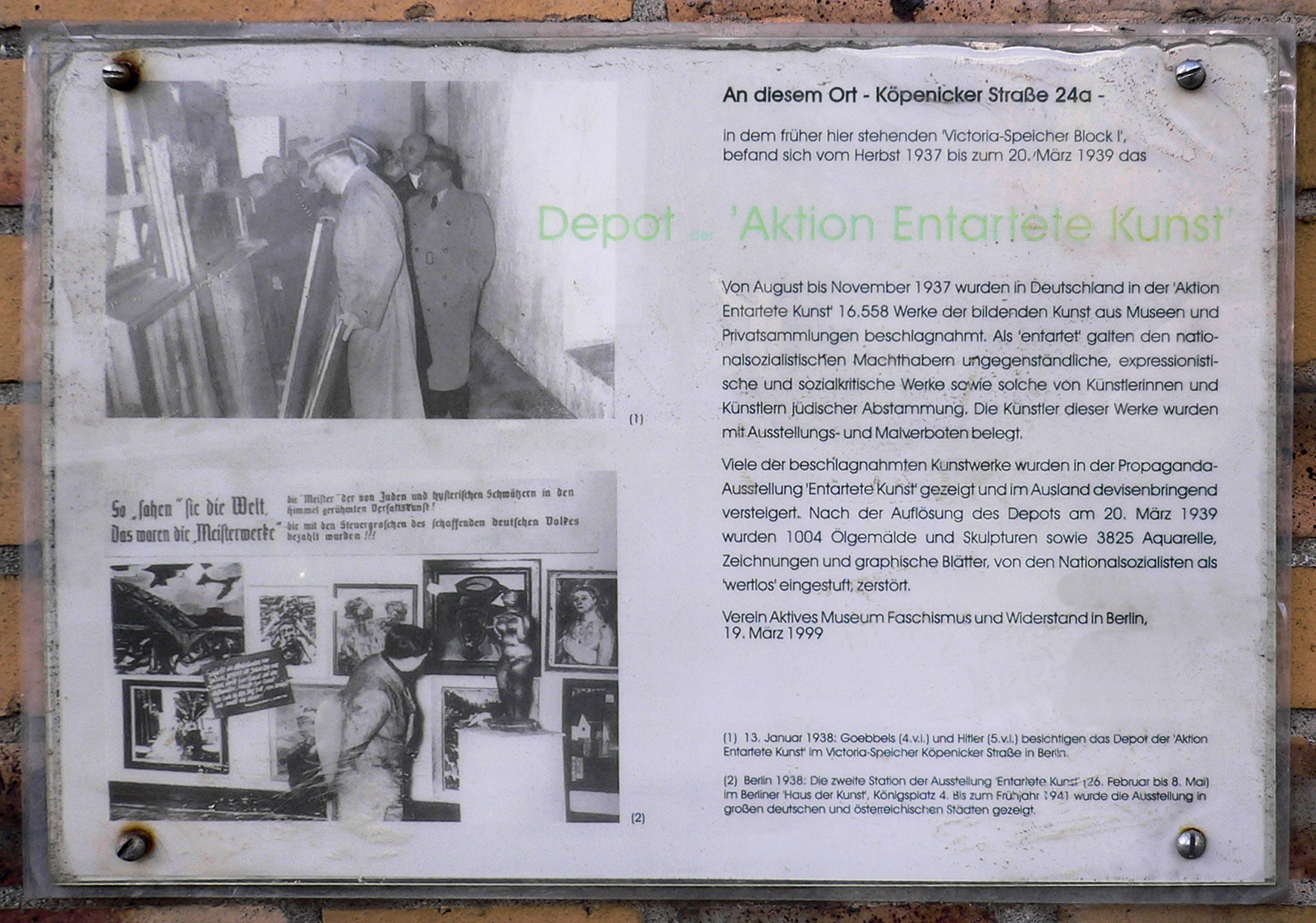
Gedenktafel in der Köpenicker Str. 24a in Berlin-Kreuzberg; auf dem oberen Foto, das die Besichtigung des Depots „Entarteter Kunst“ durch Adolf Hitler am 13. Januar 1938 zeigt, ist Rolf Hetsch neben Heinrich Hoffmann und Franz Hofmann als 3. von rechts zu sehen

Gleichzeitig war er, wohl begünstigt durch die Verwandtschaft mit Adolf Ziegler, von August 1937 bis April 1938 für die Reichskammer der Bildenden Künste als Sachbearbeiter bei der Aktion Entartete Kunst tätig. Er hatte zunächst lediglich die Aufgabe, die Werke zu registrieren und einen Katalog vorzubereiten. Nach kurzer Rückkehr nach Dresden und einer Teilnahme am Reichsbeamtenlager in Bad Tölz im Sommer 1938 kam er auf Anforderung des Propaganda-Ministeriums wieder nach Berlin, um die „Abwicklung“ und „Verwertung“, d. h. die Verkäufe der beschlagnahmten Kunstwerke gegen Devisen oder ihre Vernichtung, zu koordinieren. Für den Verkauf unter Zuhilfenahme des Kunstdienstes der evangelischen Kirche, der für die Zwischenlagerung und Präsentation im Schloss Niederschönhausen zuständig war, wurden lediglich vier Kunsthändler ausgewählt: Bernhard A. Böhmer, Karl Buchholz, Hildebrand Gurlitt und Ferdinand Möller. Die Verkaufs- und auch Tauschgeschäfte fanden in den Jahren 1938 bis 1941 statt. Die Preise und Modalitäten wurden von Hetsch in Verhandlungen mit den Händlern festgesetzt. Böhmer sorgte im Gegenzug dafür, dass Hetsch Mitglied im Nachlassgremium von Ernst Barlach und an der Erarbeitung des Barlach-Werkverzeichnisses beteiligt wurde. Die Zusammenarbeit von Hetsch und Böhmer war intensiv, ihre Details sowie die Motive möglicher Absprachen sind unklar; sie beruhten jedoch, so Frédérique Régincos, nicht nur auf Böhmers finanziellen Interessen, sondern auch auf einer persönlichen Motivation, „ausgewählte Werke vor der Vernichtung oder vor einem Verkauf ins Ausland zu bewahren“. Zumindest für Werke Barlachs wie das Magdeburger Ehrenmal lässt sich das auch belegen.
Zum 1. Januar 1940 übernahm ihn das Ministerium als Referenten in der Abteilung BK (Bildende Kunst), erst als Angestellten, dann ab 28. Oktober 1941 als Regierungsrat und stellvertretenden Leiter. Am 15. April 1941 beantragte er die Aufnahme in die NSDAP und wurde zum 1. Juli desselben Jahres aufgenommen (Mitgliedsnummer 8.293.498). Zeitweise hatte er auch der SA angehört. Im November 1943 wurde er zum Oberregierungsrat befördert. In seiner Dienststellung war er für Ausstellungen und Ehrungen verantwortlich, hielt Vorträge und verfasste Beiträge zu Kunstfragen für Tages- und Wochenzeitungen.
Wohl nach dem Sommer 1941 erstellte Hetsch ein maschinenschriftliches, nach Herkunftsmuseen geordnetes Gesamtverzeichnis als Bilanz der „Aktion Entartete Kunst“ in zwei Bänden. Vom ersten Band A–G existieren mehrere Exemplare, darunter ein Handexemplar mit Nachträgen im Bundesarchiv; der zweite Band galt lange als verschollen, bis 1997 eine Abschrift beider Bände im Londoner Victoria and Albert Museum durch Andreas Hüneke identifiziert wurde, die 1996 aus dem Nachlass Harry Fischer dorthin gekommen war. Nach dem Schwabinger Kunstfund machte das Museum die Liste im Januar 2014 wegen ihrer überragenden Bedeutung für die Provenienzforschung online zugänglich.

### Führerauftrag Monumentalmalerei
Ab April 1943 koordinierte Rolf Hetsch den sogenannten „Führerauftrag Monumentalmalerei“, mit dem Farb-Aufnahmen von Freskenzyklen und Wanddekorationen in Kirchen, Klöstern, Schlössern und anderen Profanbauten in Deutschland, Österreich, Polen und Russland (Ost- und Westpreußen) und Tschechien (Böhmen und Nordmähren) hergestellt wurden. Die heute noch erhaltenen ca. 40.000 Dias werden als Historisches Farbdiaarchiv zur Wand- und Deckenmalerei bewahrt. Parallel dazu entwickelte er Pläne für eine 50-bändige Enzyklopädie der Bildenden Künste Europas, welche die „Dominanz des Großdeutschen Reiches im europäischen Kulturraum klarlegen“ sollte.

### Kriegsende und Tod
Hetsch war, unterbrochen von Krankheitsphasen, bis April 1945 im Propagandaministerium tätig. Seine private Bibliothek und Teile seiner eigenen Kunstsammlung hatte er 1943 mit Bernhard Böhmers Hilfe in Barlachs Atelierhaus am Heidberg in Güstrow auslagern lassen, ebenso etliche der noch in Berlin gelagerten Werke „entarteter Kunst“. Wohl gleich nach Kriegsende wurde er in das sowjetische Speziallager Nr. 3 verbracht. Sein letztes Lebenszeichen stammt vom November 1945.

## Bewertung
Die Bewertung der Rolle und des Charakters von Rolf Hetsch geht in der Literatur weit auseinander. Dabei geht es vor allem um seinen Umgang mit den Werken der „Aktion Entartete Kunst“. Vor allem die ältere Forschung wie die von Wilhelm F. Arntz und Ernst Piper betonte, sein Handeln habe zur Rettung vieler Kunstwerke beigetragen. Eine oft zitierte Frage Paul Ortwin Raves aus dem Jahr 1949 lautete: „Wollte er etwa mit den Wölfen heulen, um das Lamm vor dem Zerreißen zu retten?“
Dagegen betont Christian Fuhrmeister, Hetsch habe „zweifellos die Direktiven seiner Vorgesetzten exakt ausgeführt“ und erscheine insgesamt als „ebenso machtbewusster wie gesinnungsloser Technokrat“. Frédérique Régincos hebt in ihrer Untersuchung des Verhältnisses von Rolf Hetsch und Bernhard Böhmer die „Ambivalenz ihres Charakters, aber auch ihres Handelns“ hervor. Hetsch „scheint sich in dieser Zwiespältigkeit eingerichtet zu haben.“

## Familie
Hetsch heiratete am 21. März 1936 die Illustratorin Mariamalia geb. Rudeloff, die während der Ehe den Namen Mariam Hetsch-Rudeloff führte. Nach seinem Tod heiratete sie den ungarischen Philosophen Alexander Varga von Kibéd. Aus dieser Ehe stammt ihr Sohn Matthias Varga von Kibéd.

## Schriften
- Die Erfüllung fremder Schuld. Bavaria, Würzburg 1930 (Marburg, Universität, Rechts- und staatswissenschaftliche Dissertation, vom 26. Februar 1930).
- als Herausgeber: Paula Modersohn-Becker. Ein Buch der Freundschaft (= Die Zeichner des Volks. Bd. 4). Rembrandt-Verlag, Berlin 1932.
- Ruth-Schaumann-Buch (= Die Zeichner des Volks. Bd. 6). Rembrandt-Verlag, Berlin 1933.
- Das ewig Göttliche. Vom Geist und Glauben deutscher Kunst des Mittelalters. Jess, Dresden 1935.
- Die Altarwerke von Heinrich Douvermann. Ein Beitrag zur Geschichte der niederrheinischen Plastik. Triltsch, Würzburg 1937 (Zugleich: München, Universität, Phil. Dissertation, vom 20. Juli 1937).
- Einleitung. In: Tizian (= Das Meisterwerk. Bd. 5). G. Weise, Berlin 1938.
- Siegfried Möller. Fayencen (= Werkstattbericht des Kunstdienstes. 3). Riemerschmidt Berlin 1941.